# Et-Tayeb Boukhriss
Et-Tayeb Boukhriss ou Ettayb Boukhriss (en arabe : الطيب بوخريس), né le 3 septembre 1999 à El Jadida (Maroc), est un footballeur marocain évoluant au poste d'arrière droit à l'AS FAR.

## Biographie

### En club
Taybi Boukhriss naît à El Jadida et intègre jeune le centre de formation du DH El Jadida.
Le 9 mars 2019, il dispute ses premières minutes sous Badou Zaki en étant titularisé contre l'Olympique Club de Safi (défaite, 3-2). Le 29 septembre 2020, il inscrit son premier but sur penalty contre le Hassania d'Agadir (défaite, 1-2).
Le 20 juillet 2023, il s'engage pour trois saisons à l'AS FAR, club champion en titre. Le 26 août, il dispute son premier match en étant titularisé à l'occasion d'une rencontre de Ligue des champions contre l'ASKO Kara (victoire, 7-0). En fin de saison, il est vice-champion du Maroc derrière le Raja Club Athletic.

## Statistiques
| Saison                | Club                  | Championnat           | Championnat | Championnat | Championnat | Coupe(s) nationale(s) | Coupe(s) nationale(s) | Coupe(s) nationale(s) | Total | Total | Total |
| Saison                | Club                  | Division              | M.          | B.          | P.d.        | M.                    | B.                    | P.d.                  | M.    | B.    | P.d.  |
| 2018-2019             | Difaâ El Jadida0      | Botola                | 9           | 0           | 1           | 1                     | 0                     | 0                     | 10    | 0     | 1     |
| 2019-2020             | Difaâ El Jadida       | Botola                | 8           | 1           | 0           | 0                     | 0                     | 0                     | 8     | 1     | 0     |
| 2020-2021             | Difaâ El Jadida       | Botola                | 19          | 1           | 1           | 0                     | 0                     | 0                     | 19    | 1     | 1     |
| 2021-2022             | Difaâ El Jadida       | Botola                | 18          | 0           | 1           | 2                     | 0                     | 0                     | 20    | 0     | 1     |
| Sous-total            | Sous-total            | Sous-total            | 54          | 2           | 3           | 3                     | 0                     | 0                     | 57    | 2     | 3     |
| Total sur la carrière | Total sur la carrière | Total sur la carrière | 54          | 2           | 3           | 3                     | 0                     | 0                     | 57    | 2     | 3     |

## Palmarès

### En club
AS FAR
- Botola Pro :
  - Vice-champion : 2024.